# Cumella spicata
Cumella spicata är en kräftdjursart som beskrevs av Jones 1984. Cumella spicata ingår i släktet Cumella och familjen Nannastacidae. Inga underarter finns listade i Catalogue of Life.